# Rytomttjärnarna
Rytomttjärnarna är en sjö i Torsby kommun i Värmland och ingår i Göta älvs huvudavrinningsområde.
Rytomttjärnarna ligger i Västersjön Natura 2000-område.